# Yvette de Jérusalem
Yvette de Jérusalem, née vers 1118 et morte avant le 31 décembre 1178 est une abbesse catholique, quatrième et plus jeune fille du roi Baudouin II et de Morphia de Melitene. Elle est princesse de Jérusalem.

## Prénom
Le nom d'Yvette apparaît sous diverses formes, y compris Joveta, Jovita, Jowita, Yvette, Iveta, Ivetta, et même Juditta.  

## Biographie
Yvette est l'unique fille de Baudouin II de Jérusalem née après qu'il est devenu roi en 1118. Quand Baudoin est pris en otage par les Ortoqids près d'Édesse en 1123, Yvette fait partie des otages cédés en vue de sa libération. Elle est détenue au Shaizar avant d'être racheté par Baudoin en 1125 pour quatre-vingt mille dinars. La rançon est réunie grâce au butin acquis après la victoire de Baudouin à la Bataille de Azaz.
Ses sœurs font des mariages importants. L'aînée, Melisende, épouse Foulques V d'Anjou et succéda à Baudouin sur le trône du Royaume de Jérusalem. Alice épouse Bohemund II d'Antioche, et Hodierna épouse Raymond II de Tripoli. Yvette,quant à elle, entre au couvent de Sainte-Anne à Jérusalem. En 1143 Melisende construit un couvent dédié à Saint-Lazare , à Béthanie, sur des terrains achetés au Patriarche Latin de Jérusalem. Après la mort de la première abbesse, Yvette est élue à cette position en 1144. Bien que moins influente que ses sœurs, elle a un certain pouvoir en tant qu'abbesse; une charte de 1157 subsiste, dans laquelle elle fait don de terres aux Chevaliers Hospitaliers.
Yvette est par ailleurs responsable de l'éducation de sa petite nièce Sibylla, la fille de son neveu. 
Yvette et ses sœurs sont très proches. Lorsque Melisende est mourante en 1161, Yvette et Hodierna sont à ses côtés. Alice est probablement décédée quelque temps auparavant. Après ceci, Yvette disparaît de l'histoire; la date de son décès est inconnue, mais elle est morte en 1178, puisqu'une autre abbesse apparaît au Couvent de Saint-Lazare.

## Sources
- Guillaume de Tyr, Un Historique des Actions Faites au-Delà de la Mer. E. A. Babcock et A. C. Krey, trans. Columbia University Press, 1943. (En latin : Historia rerum in partibus transmarinis gestarum).
- Steven Runciman, Histoire des Croisades, vol. II: Le Royaume de Jérusalem. Cambridge University Press, 1952.